# Kreis Waldbröl

Lage des Kreises Waldbröl (1905)

Der Kreis Waldbröl war von 1816 bis 1932 ein preußischer Landkreis im Regierungsbezirk Köln der Rheinprovinz. Sein Gebiet gehört heute zum Oberbergischen Kreis und zum Rhein-Sieg-Kreis. Der Verwaltungssitz befand sich in Waldbröl.

## Verwaltungsgeschichte
Durch den Wiener Kongress wurde das Großherzogtum Berg am 31. Mai 1815 Preußen zugesprochen. 1816 wurde preußische Verwaltungseinteilung in Provinzen, Regierungsbezirke und Kreise eingeführt. Dabei wurde auch der Kreis Waldbröl gegründet, der im Wesentlichen aus dem Gebiet des Kantons Waldbröl im Arrondissement Siegen, Département Sieg des Großherzogtums Berg bestand. Der Kreis war in die fünf Bürgermeistereien Dattenfeld, Denklingen, Eckenhagen, Morsbach und Waldbröl gegliedert, die während der Franzosenzeit als Mairien gegründet worden waren. Erster Landrat war Heinrich Joseph Joesten.
Nach der Einführung der Gemeindeordnung für die Rheinprovinz von 1845 bildeten alle Bürgermeistereien des Kreises mit Ausnahme der Bürgermeisterei Dattenfeld jeweils eine Gemeinde. In der Bürgermeisterei Dattenfeld wurden die beiden eigenständigen Gemeinden Dattenfeld und Rosbach eingerichtet. Das Gebiet des Kreises umfasste 1885 eine Fläche von 300,08 km².
Carl Maurer seit 1852 Landrat des Kreises, begründete die Kreissparkasse Waldbröl. Im Jahre 1913 konnte Landrat Gerdes den deutschen Kaiser Wilhelm II. in Waldbröl begrüßen. 
Wie in der gesamten Rheinprovinz wurden 1927 die Bürgermeistereien des Kreises in Ämter überführt. Am 1. Oktober 1932 wurde der Kreis Waldbröl aufgelöst. Denklingen, Eckenhagen, Morsbach und Waldbröl wurden mit den Gemeinden des ebenfalls aufgelösten Kreises Gummersbach zum Oberbergischen Kreis zusammengeschlossen. Das Amt Dattenfeld mit den Gemeinden Dattenfeld und Rosbach kam zum Siegkreis.

## Geschichte
Der Kreis Waldbröl war eine Hochburg der NSDAP. Bei der  Reichstagswahl am 14. September 1930 stimmten 36,2 % der Wähler im Kreis Waldbröl für die Nationalsozialisten. Ihr Stimmenanteil lag damit doppelt so hoch wie im Reichsdurchschnitt (18,3 %). Bei der Reichstagswahl vom 31. Juli 1932 erhielt die NSDAP im Kreis 48,3 % der Stimmen bei einem Reichsdurchschnitt von 37,3 %.

## Einwohnerentwicklung
| Jahr | Einwohner |
| ---- | --------- |
| 1816 | 15.109    |
| 1828 | 16.444    |
| 1852 | 19.565[0] |
| 1871 | 21.543    |
| 1880 | 22.895    |
| 1890 | 24.046    |
| 1900 | 24.861    |
| 1910 | 28.370    |
| 1925 | 30.212    |

## Landräte
- 1816–1829 Heinrich Joseph Joesten
- 1829–1830 Heinrich Foerster
- 1830–1833 Wolter Plasmann
- 1833–1848 Josef Sonoré
- 1848–9999 Peter Steiniger
- 1848–1852 Oskar Danzier
- 1852–1878 Carl Maurer
- 1878–1880 Franz Gehle
- 1880–1888 Hans Köppen
- 1888–1891 Edwin Sander
- 1891–9999 Peter Eiden
- 1891–1895 Eduard Lindenberg
- 1895–1903 Gustav Springorum
- 1903–1919 Hermann Gerdes
- 1919–1932 Otto Eichhorn